# Louis de Fontanes
Jean-Pierre-Louis de Fontanes, född 6 mars 1757 i Niort, död 17 mars 1821, var en fransk markis, statsman och skald.
de Fontanes prisade varmt Napoleon I och höll sig därefter i ynnest hos bourbonerna. Hans lyriska och didaktiska skaldestycken och tal är mönster av korrekthet och blomstrande pomp. Vid sin död var han chef för Frankrikes undervisningsväsen, ledamot av inistitutet och senaten med mera. Hans samlade arbeten utgavs av Charles Augustin Sainte-Beuve i 2 band 1839.